# Megaselia bimaculata
Megaselia bimaculata är en tvåvingeart som beskrevs av Borgmeier 1966. Megaselia bimaculata ingår i släktet Megaselia och familjen puckelflugor.
Artens utbredningsområde är Virginia. Inga underarter finns listade i Catalogue of Life.